# سیارک ۹۱۰۳
سیارک ۹۱۰۳ (به انگلیسی: 9103 Komatsubara، نامگذاری:1996XW30) نه هزار و صد و سومین سیارک کشف شده‌است که در ۱۴ دسامبر ۱۹۹۶ کشف شد.
قدر مطلق سیارک برابر ۱۷.۰ است.